# Chúa Bầu
Xem các mục từ khác cùng tên tại bài Chúa Bầu (định hướng)
Chúa Bầu (chữ Nôm: 主裒) là từ chỉ chung các đời dòng họ Vũ cát cứ ở Tuyên Quang suốt thời kỳ chia cắt Nam Bắc triều và Trịnh Nguyễn phân tranh trong lịch sử Việt Nam. Họ Vũ trấn trị Tuyên Quang 162 năm, từ 1527 đến 1689. Họ Vũ nhân thời loạn tự lập ở Tuyên Quang, chống chính quyền cai trị ở Thăng Long. Thời Nam Bắc triều, họ Vũ không theo nhà Mạc mà theo nhà Lê trung hưng ở Thanh Hoá, nhưng khi nhà Lê trung hưng về Thăng Long, họ Vũ cũng không thần phục hoàn toàn. Các đời họ Vũ trấn giữ trên thành ở núi Bầu nên được gọi chung là Chúa Bầu.
Nguyên quán các chúa Bầu ở làng Ba Đông, huyện Gia Phúc (nay là Gia Lộc), tỉnh Hải Dương, Việt Nam.

## Khởi nghiệp
Người khởi nghiệp của các chúa Bầu họ Vũ là Vũ Văn Uyên, người làng Ba Đông, huyện Gia Phúc (nay là Gia Lộc, tỉnh Hải Dương).
Vũ Văn Uyên vốn là một thanh niên khỏe mạnh, gan dạ. Thời vua Lê Chiêu Tông, vì phạm tội giết người, ông trốn lên ngụ ở trấn Đại Đồng (phủ Tuyên Quang). Bấy giờ người tù trưởng Đại Đồng bị nhân dân oán ghét, tình hình Đại Đồng rất lộn xộn. Vũ Văn Uyên thấy vậy bèn tập hợp lực lượng riêng, thừa cơ giết chết người tù trưởng, ổn định tình hình địa phương rồi chiếm luôn đất đó, trở thành người trấn trị Đại Đồng (thuộc các tỉnh Tuyên Quang, Lào Cai, Yên Bái của Việt Nam hiện nay).
Lúc đó Lê Chiêu Tông đang gặp thời rối ren ở kinh kỳ, phong cho ông làm Đô thống sứ trấn Tuyên Quang, tước Khánh Bá Hầu. Vũ Văn Uyên đóng căn cứ tại thành Nghị Lang.

## Phù Lê chống Mạc
Trong triều có nhiều phe phái, đánh giết lẫn nhau. Cuối cùng, quyền hành rơi vào tay đại thần Mạc Đăng Dung. Tới năm 1527, Mạc Đăng Dung cướp ngôi vua nhà Hậu Lê (xem bài Mạc Đăng Dung). Vũ Văn Uyên giữ vững cả miền Tuyên Quang, Hưng Hóa, cát cứ một phương, không chịu theo nhà Mạc.
Năm 1533, nghe tin Nguyễn Kim lập Lê Trang Tông lên ngôi ở Sầm Châu mưu việc trung hưng, Vũ Văn Uyên sai người dâng biểu xin theo, được phong làm Gia quốc công và gửi thư cho ông hẹn cùng đánh nhà Mạc. Khi Trang Tông sai Trịnh Duy Liêu sang nhà Minh tố cáo việc họ Mạc cướp ngôi, nhà Minh sai tuần phủ Vân Nam điều tra vào năm 1533, Vũ Văn Uyên cũng viết thư tố cáo họ Mạc rồi cầm quân đi tiên phong cùng quân Minh đánh Mạc. Tuy nhiên, nhà Minh không thực bụng muốn giúp nhà Lê, chỉ muốn tranh thủ sự chia cắt của Lê và Mạc để có cơ hội tiến quân đánh sang chiếm Đại Việt. Biết rõ điều này, ông kịp thời rút lui bỏ quân Minh.
Khi quân Minh chuẩn bị kéo tới biên giới thì thái thượng hoàng nhà Mạc là Mạc Đăng Dung cũng tự trói mình lên biên giới xin hàng. Quân Minh không đánh Đại Việt nữa.
Vũ Văn Uyên bèn phái người vào Sầm Châu làm hướng đạo dẫn quân nhà Lê theo đường thượng đạo hành quân đánh Mạc. Đánh vài trận không được, ông rút quân về Đại Đồng. Mạc Hiến Tông đem đại quân ngược sông Hồng tiến đánh Đại Đồng. Lần thứ nhất Vũ Văn Uyên tránh, lần sau, ông phục quân đánh tan quân Mạc. Từ đó triều Mạc phải chịu cho họ Vũ cát cứ.
Năm 1551 thời Lê Trung Tông, Vũ Văn Uyên và em là Vũ Văn Mật theo lệnh nhà Lê, mang quân phối hợp với tướng nhà Mạc mới về hàng nhà Lê là Lê Bá Ly tiến đánh Thăng Long. Văn Uyên và Văn Mật đem quân xuống lấy các phủ Tam Đái, Bắc Hà rồi sai người đi phủ dụ dân Thái Nguyên, Lạng Sơn. Quân Lê Bá Ly tiến sát kinh thành. Mạc Tuyên Tông bỏ chạy về Kim Thành, để Mạc Kính Điển ở lại chống giữ. Quân Lê không đánh nổi phải rút về.
Năm 1557, Lê Anh Tông lên ngôi, thái sư Trịnh Kiểm cất quân đánh Mạc, theo đường Thiên Quan ra Hưng Hóa, tới Tuyên Quang. Vũ Văn Uyên ra đón. Trịnh Kiểm rất mừng, cho ông trấn giữ Đại Đồng. Vì có nhiều công giúp vua Lê, ông được ban quyền thế tập trấn giữ Tuyên Quang.
Vũ Văn Uyên chết không có con nối, em là Vũ Văn Mật nối quyền, xưng là Gia quốc công. Vũ Văn Mật dời căn cứ từ thành Nghị Lang sang xây thành đắp lũy trên gò Bầu. Từ đó nhân dân thường gọi ông là "Chúa Bầu" hoặc "Vua Bầu". Các đời sau hùng cứ một vùng ở thành Bầu đều được gọi chung là chúa Bầu. Các thành mà ông xây dựng như thành Nghị Lang ở Lương Sơn - Lục Yên; thành Cát Tường ở Khánh Vân - Lục Yên; thành Bắc Pha ở xã Đà Dương - Lục Yên; thành Bình Ca ở Hàm Yên (Tuyên Quang); thành Việt Tĩnh ở Diên Gia - Châu Thu (Lục Yên - Yên Bình - Yên Bái) về sau đều được gọi chung là thành Bầu. Sách Kiến văn tiểu lục của Lê Quý Đôn ghi, quân của Vũ Văn Mật đóng làm 11 doanh: "Huyện Phù Yên có doanh Phù Yên, châu Thu Vật có doanh Yên Thắng, châu Lục Yên có doanh An Bắc, châu Vị Xuyên có các doanh Bình Di, Bình Man, Trần Uy, Yên Biên, và Nam Đương, châu Đại Man có doanh Nghi, châu Bảo Lạc có doanh Bắc Kiệm và Trung Mang".
Vũ Văn Mật lấy Đại Đồng làm trung tâm xây thành đắp lũy, chiêu tập những người lưu vong trở về xây dựng Đại Đồng thành một nơi trù mật, đông đúc. Tương truyền thành Cát Tường ở xã Vân Khánh, huyện Lục Yên là thành của ông. Lê Anh Tông sai ông cùng các tướng trấn nơi khác sửa đường sá từ Thiên Quang tới Hưng Hóa, Tuyên Quang để vận tải lương tiến công quân Mạc.
Vũ Văn Mật từng mang quân xuống đánh phá các phủ Đoan Hùng, Đà Dương, Lâm Thao thuộc Sơn Tây, các huyện Phổ Yên, Đồng Hỷ thuộc Thái Nguyên và Mai châu thuộc Hưng Hóa. Nhưng sau đó quân nhà Mạc tiến đến phản công chiếm lại. Vũ Văn Mật thua chạy về giữ Đại Đồng.
Vũ Văn Mật chết, con là Vũ Công Kỷ nối nghiệp cha, được phong Nhân quốc công. Năm 1573, Trịnh Tùng cầm quyền ở Nam triều nhà Hậu Lê lấy Thái phó Vũ công Kỷ làm hữu tướng. Cùng năm đó, ông được sai đem quân bản bộ về giữ Đại Đồng để yên dân địa phương. Vũ Công Kỷ đã từng nhiều lần cầm quân đánh Mạc và lập công lớn.
Năm 1578, tướng Mạc là Mạc Ngọc Liễn mang quân đánh các vùng Tuyên Quang, Hưng Hóa, Vũ Công Kỷ tung quân đánh, quân Mạc lại thua phải rút về.

## Theo Mạc chống Lê
Vũ Công Kỷ chết, con là Vũ Đức Cung lên thay. Cung được phong tước Hòa Thắng hầu.
Năm 1593, Trịnh Tùng tiến quân vào đánh chiếm Thăng Long, rước Lê Thế Tông trở về kinh thành, họ Mạc rút chạy lên phía bắc. Vũ Đức Cung đem 2.000 quân tới kinh đô quy phục, dâng vàng bạc và đồ quý. Trịnh Tùng thăng làm Bắc quân Đô đốc, Thái bảo Hòa quận công, được mang quân hiệu là An Bắc doanh. Cũng năm đó Vũ Đức Cung lại xin về trấn Đại Đồng.
Trở về Đại Đồng, Đức Cung có ý chống nhà Lê. Năm 1594, ông ngầm hai lòng cùng với Mỹ Thọ hầu (không rõ tên) đi lại quấy nhiễu các huyện đầu nguồn trấn Sơn Tây, đánh phá các huyện Thanh Ba, Hạ Hòa, lại dời dân các huyện Đông Lan, Tây Lan vào ở Đại Đồng. Trịnh Tùng sai Thái úy Nguyễn Hữu Liêu đi đánh bắt được Mỹ Thọ hầu. Đức Cung phải đem con em chạy đi Nghĩa Đô, sau đó lại sai người vào kinh dâng vàng bạc quy phục.
Năm 1595, Vũ Đức Cung tự xưng là Long Bình vương, sai tướng đánh cướp các động ở châu Bạch Thông (Thái Nguyên), cướp lấy thuế của mỏ bạc. Trịnh Tùng lại phải sai quân đánh.
Vũ Đức Cung chết, con là Vũ Công Ứng lên thay. Vì dòng họ Vũ có nhiều công lao nên Vũ Công Ứng vẫn được tập phong là Thuần quận công.
Vũ Công Ứng (các sách chép tên có khác nhau: Đức, Sắc, Huệ, Sưa) được tập phong với Thái phó Tống quận công. Nhưng Công Ứng cậy sông núi hiểm trở, xa cách, ngầm liên kết với họ Mạc, tự xưng vương. Triều đình vua Lê, chúa Trịnh bận đối phó với chúa Nguyễn trong nam nên vẫn phải bao dung. Sau đó vì có việc bất bình với thủ hạ là Ma Phúc Trường, Vũ Công Ứng yếu thế, lo sợ về kinh tự thú. Dọc đường, Ứng bị giết. Con Ứng là Vũ Công Tuấn được phong Thái phó và được lập nối nghiệp cha, được ban cho dân lộc để giữ việc thờ cúng.
Năm 1672, nhân lúc triều đình sơ hở, chúa Trịnh mang đại quân đi đánh chúa Nguyễn phía nam, Vũ Công Tuấn trốn về Tuyên Quang cướp bóc nhân dân. Tuấn câu kết với dòng dõi họ Mạc là Mạc Kính Vũ, tự xưng Tiểu Giao Cương Vương và chạy sang Vân Nam nhờ nhà Thanh giúp sức. Thổ ty phủ Khai Hóa (Vân Nam) nhà Thanh nhân dịp này chiếm đất cướp dân của Đại Việt, suốt thời Hậu Lê không đòi lại được.
Năm 1689, Vũ Công Tuấn bị triều đình nhà Lê bắt và giết. Triều đình đặt chức Lưu thủ ở Tuyên Quang, từ đó dòng dõi "Chúa Bầu" chấm dứt. Dòng dõi họ Vũ là Vũ Công Đĩnh được triều đình cho lấy tiền ngoại phụ của 7 xã để tế tự giữ hương hỏa họ Vũ.

## Các đời chúa Bầu
Các chúa Bầu truyền nối được 7 đời chúa thuộc 6 thế hệ, trấn giữ Tuyên Quang gần 200 năm:
| Tước Hiệu               | Tên thật            | Năm sinh | Thời gian cai trị | Tổng số năm trị | Tuổi thọ | Thụy hiệu                      |
| Khánh Dương Hầu 慶陽侯  | Vũ Văn Uyên 武文淵  | 1479     | 1527-1557         | 30 năm          | 78 tuổi  |                                |
| Gia Quốc Công 嘉國公    | Vũ Văn Mật 武文密   | 1493     | 1557-1571         | 14 năm          | 78 tuổi  | An Tây Vương 安西王            |
| Nhân Quốc Công 仁郡公   | Vũ Công Kỷ 武公紀   | 1530     | 1571-1590         | 19 năm          | 60 tuổi  |                                |
| Hòa Quận Công* 和郡公   | Vũ Đức Cung 武德恭  | 1555     | 1590-1600         | 10 năm          | 45 tuổi  | Long Bình Vương 隆平王         |
| Tông Quận Công** 宗郡公 | Vũ Công Ứng 武公悳  | 1590     | 1600-1669         | 69 năm          | 79 tuổi  |                                |
| Khoan Quận Công 寬郡公  | Vũ Công Tuấn 武公俊 | 1640     | 1669-1689         | 20 năm          | 59 tuổi  | Tiểu Giao Cương Vương 小交岡王 |

1. *Hòa Quận Công còn hiệu khác là Hòa Thắng Hầu
2. **Tông Quận Công còn hiệu khác là Thuần Quận Công hoặc Thụy Quận Công

Thế phả các Chúa Bầu họ Vũ
|                                    |                                    |                                    |                                    |                                            |                                            |                                                   |                                            |                                            |                                            | Cha của Khánh Dương Hầu và Gia Quốc công Chưa rõ danh tính |                                          |                                          |                                          |                                                  |                                                  |                                                  |                                                  |                                                  |                                                  |  |  |  |  |  |  |  |  |
|                                    |                                    |                                    |                                    |                                            |                                            |                                                   |                                            |                                            |                                            |                                                            |                                          |                                          |                                          |                                                  |                                                  |                                                  |                                                  |                                                  |                                                  |  |  |  |  |  |  |  |  |
|                                    |                                    |                                    |                                    |                                            |                                            |                                                   |                                            |                                            |                                            |                                                            |                                          |                                          |                                          |                                                  |                                                  |                                                  |                                                  |                                                  |                                                  |  |  |  |  |  |  |  |  |
|                                    |                                    |                                    |                                    | 2 Gia Quốc Công 嘉國公 Vũ Văn Mật 1557 - ? | 2 Gia Quốc Công 嘉國公 Vũ Văn Mật 1557 - ? | 2 Gia Quốc Công 嘉國公 Vũ Văn Mật 1557 - ?        | 2 Gia Quốc Công 嘉國公 Vũ Văn Mật 1557 - ? | 2 Gia Quốc Công 嘉國公 Vũ Văn Mật 1557 - ? | 2 Gia Quốc Công 嘉國公 Vũ Văn Mật 1557 - ? |                                                            |                                          |                                          |                                          | 1 Khánh Dương Hầu 慶陽侯 Vũ Văn Uyên 1527 - 1557 | 1 Khánh Dương Hầu 慶陽侯 Vũ Văn Uyên 1527 - 1557 | 1 Khánh Dương Hầu 慶陽侯 Vũ Văn Uyên 1527 - 1557 | 1 Khánh Dương Hầu 慶陽侯 Vũ Văn Uyên 1527 - 1557 | 1 Khánh Dương Hầu 慶陽侯 Vũ Văn Uyên 1527 - 1557 | 1 Khánh Dương Hầu 慶陽侯 Vũ Văn Uyên 1527 - 1557 |  |  |  |  |  |  |  |  |
|                                    |                                    |                                    |                                    | 2 Gia Quốc Công 嘉國公 Vũ Văn Mật 1557 - ? | 2 Gia Quốc Công 嘉國公 Vũ Văn Mật 1557 - ? | 2 Gia Quốc Công 嘉國公 Vũ Văn Mật 1557 - ?        | 2 Gia Quốc Công 嘉國公 Vũ Văn Mật 1557 - ? | 2 Gia Quốc Công 嘉國公 Vũ Văn Mật 1557 - ? | 2 Gia Quốc Công 嘉國公 Vũ Văn Mật 1557 - ? |                                                            |                                          |                                          |                                          | 1 Khánh Dương Hầu 慶陽侯 Vũ Văn Uyên 1527 - 1557 | 1 Khánh Dương Hầu 慶陽侯 Vũ Văn Uyên 1527 - 1557 | 1 Khánh Dương Hầu 慶陽侯 Vũ Văn Uyên 1527 - 1557 | 1 Khánh Dương Hầu 慶陽侯 Vũ Văn Uyên 1527 - 1557 | 1 Khánh Dương Hầu 慶陽侯 Vũ Văn Uyên 1527 - 1557 | 1 Khánh Dương Hầu 慶陽侯 Vũ Văn Uyên 1527 - 1557 |  |  |  |  |  |  |  |  |
| Bà chúa Bầu họ Vũ Vũ Thị Ngọc Oanh | Bà chúa Bầu họ Vũ Vũ Thị Ngọc Oanh | Bà chúa Bầu họ Vũ Vũ Thị Ngọc Oanh | Bà chúa Bầu họ Vũ Vũ Thị Ngọc Oanh | Bà chúa Bầu họ Vũ Vũ Thị Ngọc Oanh         | Bà chúa Bầu họ Vũ Vũ Thị Ngọc Oanh         |                                                   |                                            | 3 Nhân Quận Công 仁郡公 Vũ Công Kỷ ? - ?   | 3 Nhân Quận Công 仁郡公 Vũ Công Kỷ ? - ?   | 3 Nhân Quận Công 仁郡公 Vũ Công Kỷ ? - ?                   | 3 Nhân Quận Công 仁郡公 Vũ Công Kỷ ? - ? | 3 Nhân Quận Công 仁郡公 Vũ Công Kỷ ? - ? | 3 Nhân Quận Công 仁郡公 Vũ Công Kỷ ? - ? |                                                  |                                                  |                                                  |                                                  |                                                  |                                                  |  |  |  |  |  |  |  |  |
| Bà chúa Bầu họ Vũ Vũ Thị Ngọc Oanh | Bà chúa Bầu họ Vũ Vũ Thị Ngọc Oanh | Bà chúa Bầu họ Vũ Vũ Thị Ngọc Oanh | Bà chúa Bầu họ Vũ Vũ Thị Ngọc Oanh | Bà chúa Bầu họ Vũ Vũ Thị Ngọc Oanh         | Bà chúa Bầu họ Vũ Vũ Thị Ngọc Oanh         |                                                   |                                            | 3 Nhân Quận Công 仁郡公 Vũ Công Kỷ ? - ?   | 3 Nhân Quận Công 仁郡公 Vũ Công Kỷ ? - ?   | 3 Nhân Quận Công 仁郡公 Vũ Công Kỷ ? - ?                   | 3 Nhân Quận Công 仁郡公 Vũ Công Kỷ ? - ? | 3 Nhân Quận Công 仁郡公 Vũ Công Kỷ ? - ? | 3 Nhân Quận Công 仁郡公 Vũ Công Kỷ ? - ? |                                                  |                                                  |                                                  |                                                  |                                                  |                                                  |  |  |  |  |  |  |  |  |
|                                    |                                    |                                    |                                    |                                            |                                            | 4 Hòa Quận Công 和郡公 Vũ Đức Cung ? - 1669       |                                            |                                            |                                            |                                                            |                                          |                                          |                                          |                                                  |                                                  |                                                  |                                                  |                                                  |                                                  |  |  |  |  |  |  |  |  |
|                                    |                                    |                                    |                                    |                                            |                                            |                                                   |                                            |                                            |                                            |                                                            |                                          |                                          |                                          |                                                  |                                                  |                                                  |                                                  |                                                  |                                                  |  |  |  |  |  |  |  |  |
|                                    |                                    |                                    |                                    |                                            |                                            | 5 Tông Quận Công 宗郡公 Vũ Công Ứng 1669 - 1689   |                                            |                                            |                                            |                                                            |                                          |                                          |                                          |                                                  |                                                  |                                                  |                                                  |                                                  |                                                  |  |  |  |  |  |  |  |  |
|                                    |                                    |                                    |                                    |                                            |                                            |                                                   |                                            |                                            |                                            |                                                            |                                          |                                          |                                          |                                                  |                                                  |                                                  |                                                  |                                                  |                                                  |  |  |  |  |  |  |  |  |
|                                    |                                    |                                    |                                    |                                            |                                            | 6 Khoan Quận Công 寬郡公 Vũ Công Tuấn 1669 - 1689 |                                            |                                            |                                            |                                                            |                                          |                                          |                                          |                                                  |                                                  |                                                  |                                                  |                                                  |                                                  |  |  |  |  |  |  |  |  |

Sử không chép rõ niên đại trấn trị của từng chúa Bầu. Về tổng thể, sự hưng vong của các chúa Bầu cũng gần như sự hưng vong của sự nghiệp các vua nhà Mạc. Nhà Mạc nổi lên thì các chúa Bầu cũng bắt đầu hùng cứ Tuyên Quang. Sau này khi họ Mạc tàn lụi, không còn chỗ ở Cao Bằng thì các chúa Bầu cũng suy yếu hẳn và chấm dứt. Đặc điểm chính của các chúa Bầu là dựa vào rừng núi hiểm trở phía Tây Bắc để cát cứ, không thần phục chính quyền ở Đông Kinh khi chính quyền này bị chi phối bởi những cuộc chiến khác lớn hơn, không thể dốc toàn lực vào Tuyên Quang.

## Thành nhà Bầu
Thành chính trên núi Bầu vốn có tên là thành Việt Tĩnh, đây là một tòa thành lớn của họ Vũ. Giai thoại dân gian trước đây kể về một bà chúa Bầu, là nữ tướng của Hai Bà Trưng. Giai thoại có liên quan đến nguồn gốc tên gọi núi Bầu nơi các Chúa Bầu họ Vũ xây thành (xem bài Bà Chúa Bầu)
Di tích ngày nay được các nhà chuyên môn khảo sát, chu vi toàn bộ tường thành đo được 1.385 mét. Tường thành cao 2,30 mét, mặt tường rộng 3 mét, chân tường rộng 9 mét. Tường đều được đắp bằng đất, trừ những cửa có xây ốp vách bằng gạch hoặc đá tảng.
Hiện nay các di tích thành lũy có quan hệ với các chúa Bầu rất nhiều trong một vùng rộng lớn suốt từ ngã ba Đoan Hùng ngược lên hết địa phận huyện Lục Yên. Nhân dân thường gọi chung những di tích này bằng cái tên "Thành nhà Bầu".
Khi xây thành Bầu, Vũ Văn Mật đã mời các văn sĩ đến, sai làm phú phong cảnh Đại Đồng. Nguyễn Hàng người huyện Sơn Vi (Phú Thọ ngày nay) làm phú hay, chiếm giải nhất, được 2000 lạng bạc.
Các đền thờ Chúa Bầu:

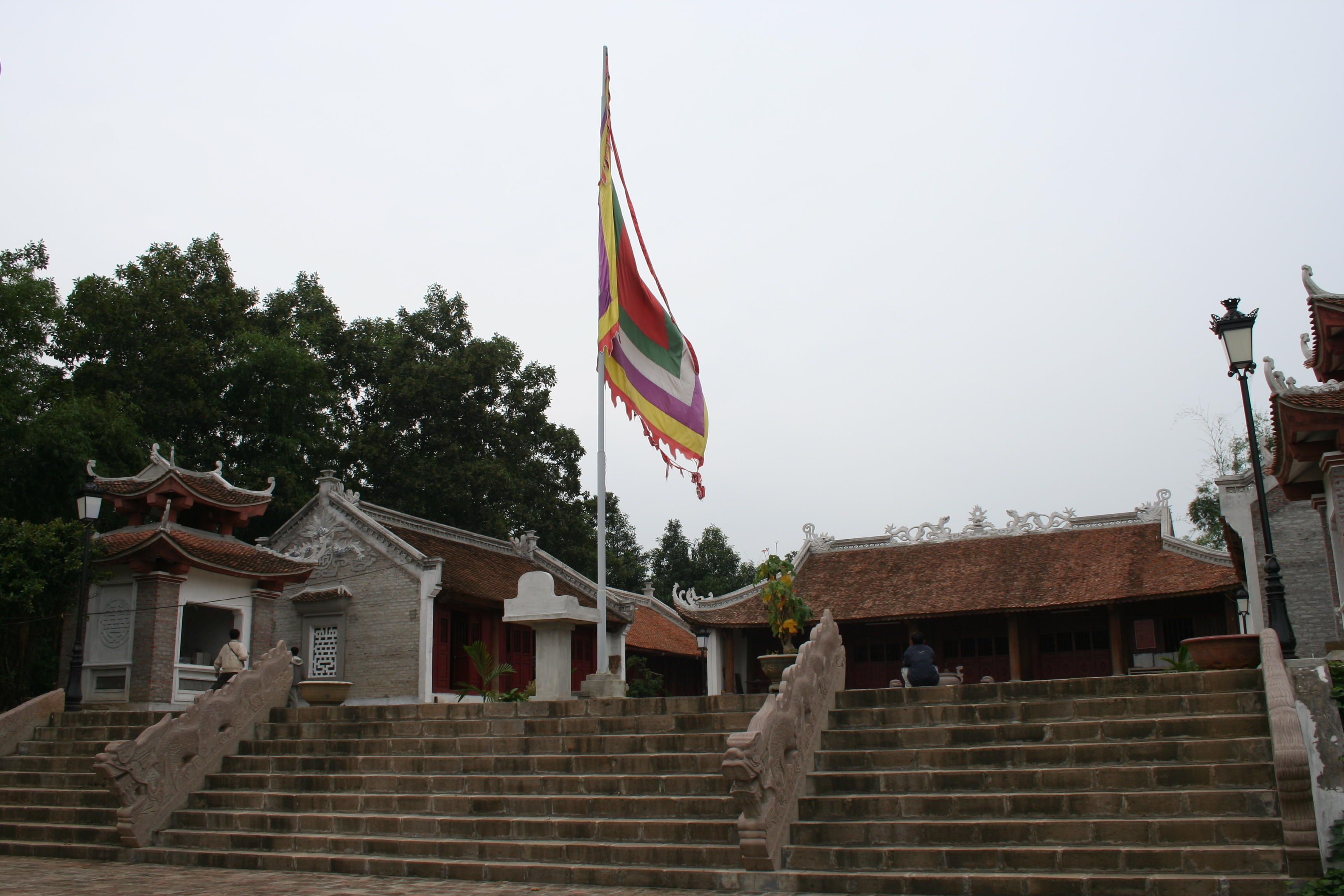
Sân trước chánh điện đền Phúc Khánh

1. Đền Bắc Hà: Thị trấn Bắc Hà, tỉnh Lào Cai
2. Đền Trung Đô: Thôn Trung Đô, xã Bảo Nhai, huyện Bắc Hà, tỉnh Lào Cai
3. Đền Phúc Khánh: Thị trấn phố Ràng, huyện Bảo Yên, tỉnh Lào Cai
4. Đền Nghĩa Đô: xã Nghĩa Đô, huyện Bảo Yên, tỉnh Lào Cai
5. Đền Đại Cại: huyện Lục Yên, tỉnh Yên Bái.
6. Đình Từ: xã Thái Xuyên, huyện Thái Thuy, tỉnh Thái Bình

## Giai thoại vềBà chúa Bầu họ Vũ
Trong lịch sử Việt Nam trước kia, dân gian đã truyền lại nhân vật Bà Chúa Bầu là nữ tướng thời Hai Bà Trưng. Tới khi các chúa Bầu cát cứ tại Tuyên Quang trên núi Bầu, dòng họ Vũ lại có một người con gái tên là Vũ Thị Ngọc Anh cũng được người đời gọi là Bà chúa Bầu, nhưng để phân biệt, Vũ Thị Ngọc Anh được gọi là Bà chúa Bầu họ Vũ.
Khi Vũ Văn Mật xây thành Bầu, con gái là Vũ Thị Ngọc Anh tinh thông văn võ lại am hiểu nghề nông. Vũ Văn Mật tiến cử bà với vua Lê và được vua Lê phong chức phó tướng, phụ trách quân lương hậu cần.
Hàng chục năm với trọng trách của mình, bà đã giữ trọn việc quân lương ở vùng núi non hiểm trở - nơi sinh sống của hầu hết dân bản xứ là đồng bào dân tộc thiểu số trình độ canh tác thấp. Trong bối cảnh ấy, bà chúa Bầu họ Vũ đã đem kinh nghiệm canh tác ở miền xuôi lên; phổ biến cho bà con miền núi và quân binh trong vùng khai hoang ruộng nước, trồng bông dệt vải. Hàng chục cánh đồng ở châu Lục Yên, châu Thu Vật đều có công của bà chỉ bảo dân - binh khai khẩn định cư trồng bông, làm lúa nước. Bà đã cùng tướng công Vũ Văn Mật xây dựng nên một hệ thống thành nhà Bầu rộng khắp. Trong thành đều có nơi luyện tập binh mã. Bà cũng là người trực tiếp luyện quân, tập binh để bổ sung lực lượng.
Bà Vũ Thị Ngọc Anh có nhiều công lao trong xây dựng căn cứ và dạy dân trồng lương thảo được bà con trong vùng tôn từ như: "Bà chúa lương", "Bà chúa kho", "Bà chúa Bầu", "Bà Anh thần nông". Người địa phương còn gọi bà là "Bà Bụt" khi cúng bà trong các hội xuống đồng. Doanh trại chính của bà Vũ Thị Ngọc Anh là thành Bến Lăn, nơi có võ trường huấn luyện quân binh.
Sau khi bà mất, nhân dân thờ ở đền Đại Cại. Đền đã có 3 sắc phong thần của vua Cảnh Hưng (Lê Hiển Tông) năm thứ 44 đề ngày 26 tháng 1 năm 1784; của vua Tự Đức năm thứ 10 đề ngày 3 tháng 10 năm 1858 và vua Duy Tân (đề Tam niên bát nguyệt thập nhất nhật). Ngày 17 tháng 7 năm 2001, Bộ Văn hoá Thông tin Việt Nam đã có quyết định xếp hạng - công nhận Cụm di tích lịch sử văn hoá chùa tháp đất nung, đền Đại Cại, đình Bến Lăn, Ao Vua và thành luỹ nhà Bầu của họ Vũ. Rằm tháng Giêng hàng năm huyện Lục Yên tổ chức lễ dâng hương, đua thuyền trên sông Chảy... để tưởng nhớ công ơn của Bà chúa Bầu họ Vũ.